# جان رایت
جان رایت (انگلیسی: John Wright) (۱۹۴۳ یا ۱۹۴۴ - ۲۰ آوریل ۲۰۲۳) یک تدوین‌گر اهل ایالات متحده آمریکا بود. 

## فیلم‌شناسی
- Convoy (۱۹۷۸)
- تنها وقتی می‌خندم (۱۹۸۱)
- Frances (۱۹۸۲)
- Mass Appeal (۱۹۸۴)
- مرد فراری (۱۹۸۷)
- The Hunt for Red October (۱۹۹۰)
- Teenage Mutant Ninja Turtles II: The Secret of the Ooze (۱۹۹۱)
- زبری لازم
- آخرین حرکت قهرمان (۱۹۹۳)
- سرعت (۱۹۹۴)
- جان سخت ۳ (۱۹۹۵)
- Broken Arrow (۱۹۹۶)
- Deep Rising (۱۹۹۸)
- سیزدهمین سلحشور (۱۹۹۹)
- The Thomas Crown Affair (۱۹۹۹)
- مردان اکس (۲۰۰۰)
- Rollerball (۲۰۰۲)
- مصائب مسیح (۲۰۰۴)
- Glory Road (۲۰۰۶)
- آپوکالیپتو (۲۰۰۶)
- هالک شگفت‌انگیز (۲۰۰۸)
- Secretariat (۲۰۱۰)
- بهشت واقعی است (فیلم) (۲۰۱۴)